# Karel Jurek
Karel Jurek (20. října 1906 Archlebov – 1998) byl kronikář, národopisný pracovník a správce muzea v Archlebově.

## Životopis
Věnoval se soukromému a veřejnému životu v obci Archlebov a okolí včetně lidové slovesnosti, národopisných zvyků a obyčejů. Jeho kroniky obsahují řadu básní a zajímavých příběhů, které se zde tradovaly. Shromáždil řadu exponátů ze života vesnice včetně fotografií.